# Bahnstrecke La Baule–Guérande
| Streckenverlauf |                                                 |                                                  |                                                  |
| Streckennummer (SNCF): | 517 000                                         |                                                  |                                                  |
| Streckenlänge: | 6,0 km                                          |                                                  |                                                  |
| Spurweite: | 1435 mm (Normalspur)                            |                                                  |                                                  |
| |                                                 |                                                  |                                                  |
| Gesellschaft: | 1879–1883: ÉTAT 1883–1937: P.O. 1938–1991: SNCF |                                                  |                                                  |
| \| \| \| Strecke Saint-Nazaire–Le Croisic von S.-Nazaire \| \| \| \| 510,425 \| La Baule-Escoublac \| 7 m \| \| \| \| Strecke Saint-Nazaire–Le Croisic nach Le Croisic \| \| \| \| 515,19 \| \| \| \| \| 516,46 \| Guérande \| 47 m \| |                                                 |                                                  |                                                  |
| |                                                 | Strecke Saint-Nazaire–Le Croisic von S.-Nazaire  |                                                  |
| Bahnhof | 510,425                                         | La Baule-Escoublac                               | 7 m                                              |
| Abzweig ehemals geradeaus und nach links |                                                 | Strecke Saint-Nazaire–Le Croisic nach Le Croisic | Strecke Saint-Nazaire–Le Croisic nach Le Croisic |
| | 515,19                                          |                                                  |                                                  |
| Kopfbahnhof Streckenende (Strecke außer Betrieb) | 516,46                                          | Guérande                                         | 47 m                                             |

Die Bahnstrecke La Baule–Guérande verband die beiden namensstiftenden Orte auf der Guérande-Halbinsel im Département Loire-Atlantique im Nordwesten Frankreichs von 1879 bis 1991. Der Ort Guérande war dadurch über La Baule an das französische Eisenbahnnetz angebunden. Nach der Einstellung des Personenverkehrs im Jahr 1955 wurde die Strecke bis in die 1980er-Jahre noch im Güterverkehr genutzt, ehe sie in zwei Teilen stillgelegt und abgebaut wurde.

## Geschichte
Saint-Nazaire war ab 1857 Endpunkt der Bahnstrecke Tours–Saint-Nazaire. Die westlich von Saint-Nazaire auf der Guérande-Halbinsel gelegenen Orte bemühten sich in den folgenden Jahren um eine Verlängerung der Strecke nach Le Croisic. Zu den Gemeinden, die 1867 potentiellen Betreibern anboten, benötigte Grundstücke für den Bahnbau kostenfrei zur Verfügung zu stellen, gehörte auch das nördlich einer direkten Linie Saint-Nazaire–Le Croisic gelegene Guérande.
Am 19. Juni 1868 folgte die gesetzliche Feststellung des öffentlichen Interesses, die déclaration d'utilité publique, und am 27. April 1870 wurde der durch J. Cohen, Em. Monteaux und den Vicomte de Villermont neu gegründeten Compagnie du chemin de fer de Saint-Nazaire au Croisic  die Konzession für den Bahnbau westlich von Saint-Nazaire erteilt. Die Bahngesellschaft erstellte Pläne für eine Strecke Saint-Nazaire–Le Croisic und einen Abzweig nach Guérande, die am 29. Juni 1871 genehmigt wurden.

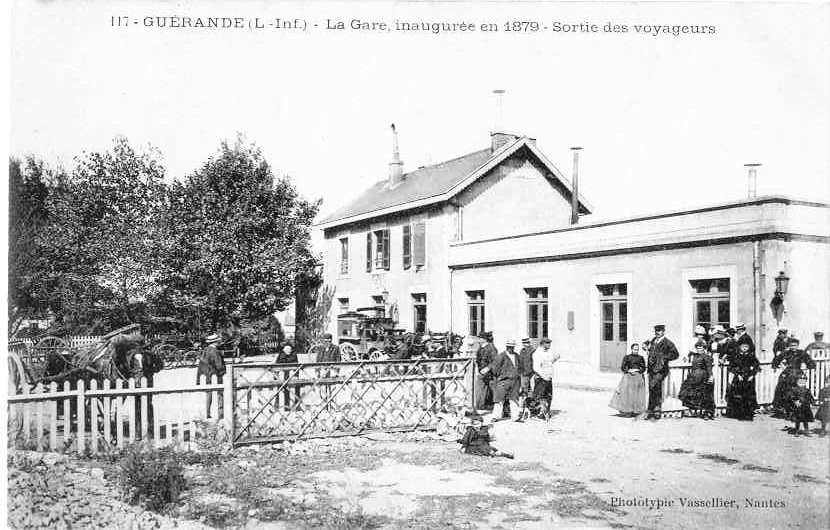
Fahrgäste am Bahnhof Guérande (um 1900)

Die Bauarbeiten wurden anschließend zwar aufgenommen, verliefen jedoch aufgrund von Finanzierungsschwierigkeiten nur schleppend. Zum 26. April 1877 erwarb der französische Staat schließlich die Compagnie du chemin de fer de Saint-Nazaire au Croisic, die zusammen mit einer Reihe weiterer verstaatlichter Bahngesellschaften durch die Chemins de fer de l’État übernommen wurde. Unter deren Regie wurden die Arbeiten abgeschlossen, so dass die Strecken von Saint-Nazaire über La Baule nach Le Croisic und von La Baule nach Guérande am 11. Mai 1879 eröffnet werden konnten.

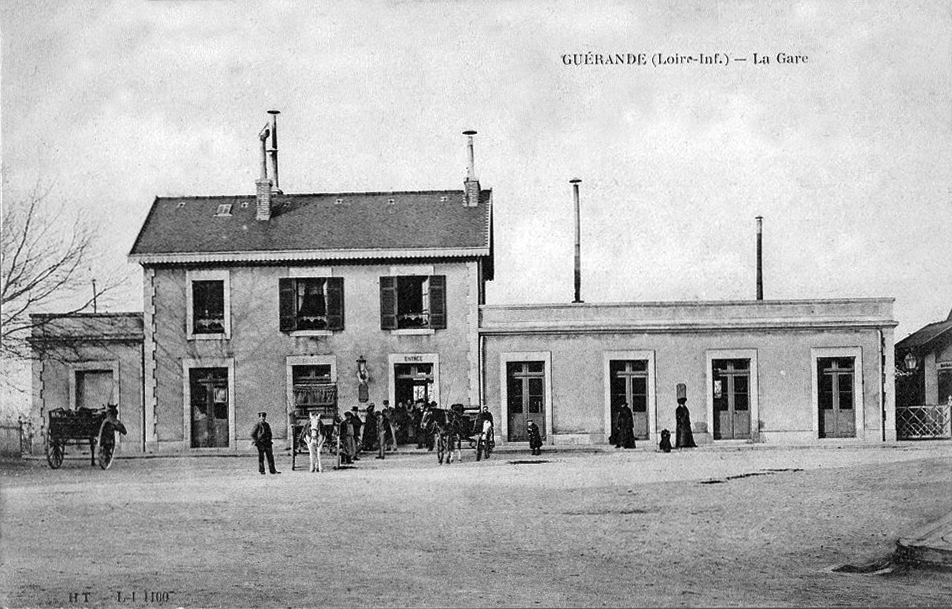
Empfangsgebäude des Bahnhofs Guérande

Mit Wirkung zum 20. November 1883 gaben die Chemins de fer de l’État ihre von Nantes westwärts verlaufenden Strecken einschließlich der Strecke La Baule-Escoublac–Guérande an die Compagnie du chemin de fer de Paris à Orléans (PO) ab. Die PO ging zum Jahreswechsel 1937/1938 in der neu gegründeten SNCF auf.
Guérande erhielt 1907 in Form einer nach Herbignac verlaufenden, in Meterspur ausgeführten Strecke der Chemins de fer du Morbihan einen zweiten Bahnanschluss. Die Schmalspurbahn wurde bereits nach knapp 30 Betriebsjahren am 1. Juni 1938 stillgelegt.
1927 wurde die Strecke Saint-Nazaire–Le Croisic im touristisch bedeutsam gewordenen Ort La Baule einige hundert Meter nach Norden verlegt, um die bisherige küstennahe Trasse städtebaulich nutzen zu können. Der Bahnhof La Baule wurde durch den neuen Bahnhof La Baule-Escoublac ersetzt, der ab 17. Juni 1927 Ausgangspunkt der Zweigstrecke nach Guérande war.
Von Beginn an war das Verkehrsaufkommen auf dem Streckenast nach Le Croisic höher als auf der Zweigstrecke nach Guérande. Der Schienenpersonenverkehr zwischen La Baule-Escoublac und Guérande wurde vom 25. Februar bis in den August 1940 kurzzeitig und ab 22. Mai 1955 schließlich dauerhaft eingestellt.
Für den Güterverkehr blieb die Strecke weiterhin in Betrieb, bis am 1. Dezember 1980 der Betrieb auf dem Abschnitt zwischen dem Gewerbegebiet Villejames bei Streckenkilometer 515,19 und dem etwa 1,3 km entfernten Ende der Strecke eingestellt wurde. Diese Teilstrecke wurde am 3. März 1981 stillgelegt und kurz darauf abgebaut, um den Bau der Route départementale D99E zu erleichtern. Das verbliebene Stück wurde in den 1980er-Jahren noch sporadisch genutzt, am 22. Februar 1991 jedoch ebenfalls stillgelegt. Es verblieb lediglich ein 135 Meter langer Abschnitt innerhalb des Bahnhofs La Baule-Escoublac, der als Abstellgleis dient.
Auf einem Teil der Trasse wurde in den 1990er-Jahren ein Radweg angelegt.

## Streckenverlauf
La Baule verließ die Zweigstrecke nach Guérande in nordwestliche Richtung. Bis 1927 verlief sie im Ortsgebiet in etwa auf der heutigen Avenue du Maréchal Joffre. Auf Höhe der hier 1927 verlegten Strecke Saint-Nazaire–Le Croisic schwenkt die Trasse nach Guérande in nördliche Richtung, so dass der Anschluss an den Bahnhof La Baule-Escoublac über eine 90°-Kurve erfolgte. Anschließend tangierte die Strecke die Weiler Careil und Kercandon, ehe sie wieder in nordwestliche Richtung bis zum Endpunkt nördlich der Altstadt von Guérande verlief.
Die Streckenkilometrierung begann in La Baule mit Kilometer 510, da sie durchgehend von Paris-Austerlitz gezählt wurde.

## Bahnhöfe
Außer den beiden Endbahnhöfen befanden sich keine Bahnhöfe oder Haltepunkte an der Strecke.

### Guérande
Der Endbahnhof Guérande lag im Nordosten des Orts. Das Empfangsgebäude befand sich nahezu am Streckenende auf der Südseite der Bahnhofsgleise, die neben dem Hauptgleis ein Umsetzgleis und wenige, ebenfalls südlich des Hauptgleises gelegene Nebengleise umfassten. Die Anlagen der Chemins de fer du Morbihan lagen westlich der in Regelspur ausgeführten Anlagen und waren von diesen durch die von Guérande nach Norden verlaufende Landstraße getrennt.

## Verkehr
Im Reiseverkehr wurde die Strecke La Baule–Guérande bereits Ende des 19. Jahrhunderts auch für den aufkommenden Tourismus relevant. Im Gegensatz zur Verbindung nach Le Croisic, auf der um die Jahrhundertwende direkte Zugverbindungen von Nantes und Paris eingerichtet wurden, fuhren nach Guérande jedoch nahezu ausschließlich Pendelzüge aus La Baule. So wies das Kursbuch 1920 auf der Strecke zwar sechs Zugpaare pro Tag aus, bei denen jedoch stets ein Umstieg in La Baule nötig war.